# Hanse Schoierer

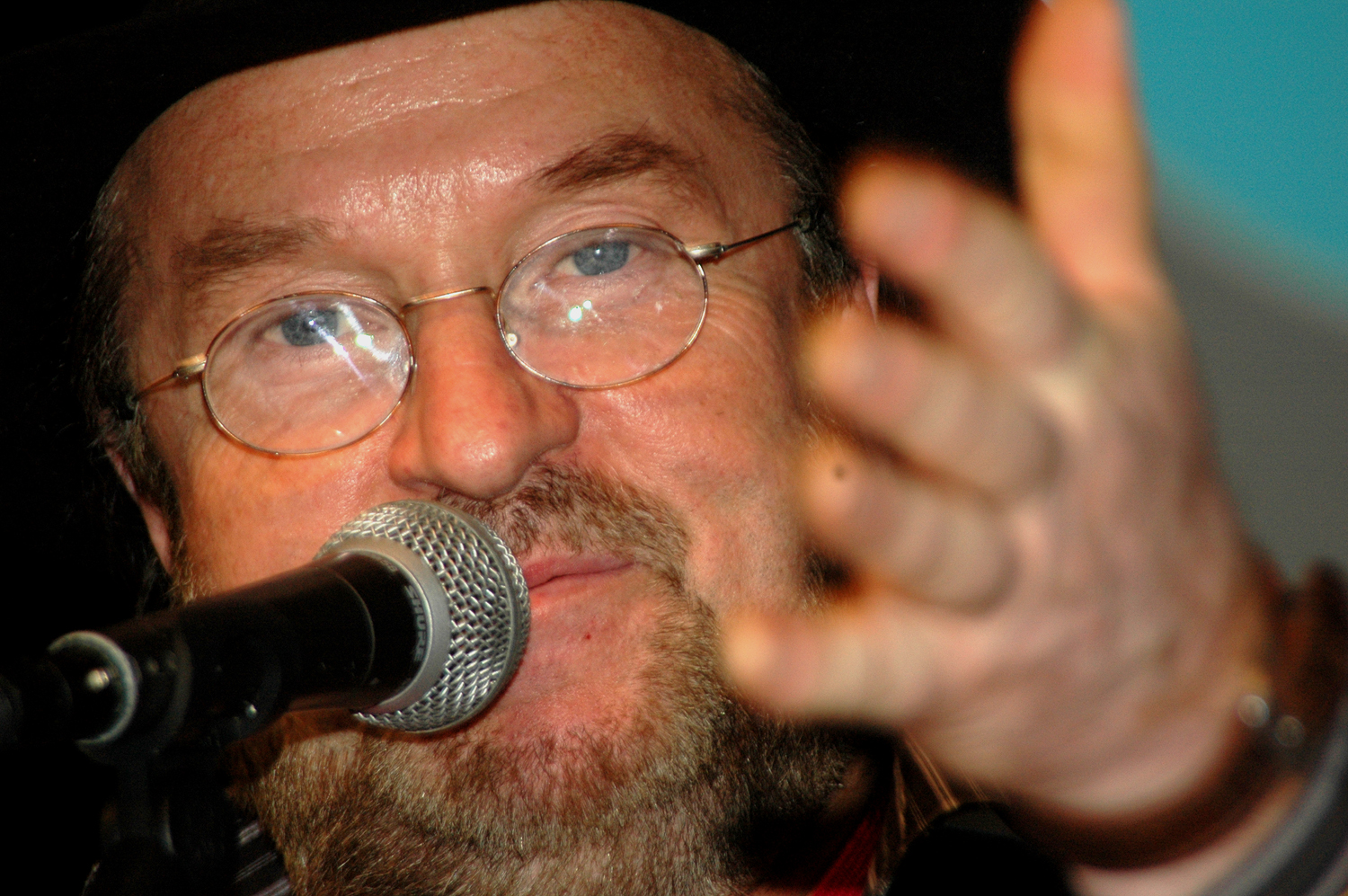
Schoierer bei einem Auftritt in München 2007

Hanse Schoierer (* 3. Februar 1950 in München als Johann Kasimir Schoierer) ist ein deutscher Musiker, Sänger, Gitarrist, Produzent und Liedermacher.

## Leben

### Kindheit und Ausbildung
Johann Kasimir Schoierer ist der Sohn des Kommunalpolitikers und Gewerkschafters Johann Schoierer und wuchs in Haar auf. An der Realschule München legte er 1967 die Mittlere Reife ab und machte eine Ausbildung zum Elektromechaniker. Von 1971 bis 1973 leistete Schoierer Zivildienst im Bezirkskrankenhaus Haar (heute Isar-Amper Klinikum). Ab 1973 arbeitete er als Fernsehtechniker in München.

### Karriere
Johann „Hanse“ Schoierer hatte seinen ersten kommerziellen Auftritt 1976 in der Münchner Kleinkunstbühne MUH. In den 1980er Jahren gründete er die Blues-Rockband Schoierer-Band.
In den 1980er und 1990er Jahren folgten auch einige gemeinsame Konzerte mit dem Zither-Manä.
Seit 2002 trat Hanse Schoierer als Solist auf, seit 2010 begleitet von seiner virtuellen Band Freibier Shadows. Daneben trat er mit Günter Sigl von der Spider Murphy Gang, Jürgen Buchner und Haindling, Cagey Strings und anderen auf. Im Frühjahr 2012 verlor Schoierer einen Plagiatsprozess vor dem Landgericht München I um die Urheberrechte an dem Lied Haberfeldtreiber gegen den Liedermacher Sepp Raith.
Im Juni 2018 wurde er zum 2. Preisträger des 5. Kufsteiner Kleinkunstpreises „Kufsteiner Salzfassl“ vom Publikum gewählt.

## Diskographie (Auszug)
- 1978: Live im Song Parnass (LP)
- 1978: Früher oder später ... (LP/CD)
- 1980: A so a fade Party (LP/CD)
- 1981: Searchin Blues – Da Charly (Single)
- 1982: So und net anders (LP/CD)
- 1984: Von Pasing bis zum Isartor (LP/CD)
- 1987: Higher to be a Bayer – Du schaust so furchtbar guad aus (Single)
- 1989: Rockator (LP/CD)
- 1994: Rock 'n' Roll im Bluad! (CD)
- 1996: Musik, die nicht beim Bügeln stört (CD)
- 2002: Ned bell`n – beiß´n! (CD)
- 2006: Live 2006 (CD)
- 2009: Haberfeldtreiber (Mini-CD)
- 2012: Bayerischer Brotzeit Rock (CD)
- 2016: Beat Alltime Hits (CD)
- 2017: Kultige Schlager Allzeit Hits (CD)
- 2018: Rock´n´Roll Alltime Hits (CD)